# کلاچای
کِلاچای (به گیلکی: کلأچئه) یکی از شهرهای استان گیلان در شمال ایران است. این شهر در بخش کلاچای شهرستان رودسر قرار دارد.
برنج، چای، مرکبات، کیوی، انواع ماهی‌های استخوانی خزر که معروفترین آن ماهی سفید می باشد، از محصولات این شهر و باغات مرکبات و مزارع برنج و سواحل بکر از چشم‌اندازهای زیبای این شهر است.
این شهر زادگاه زینب رضائی معروف به عاطفه خوابالو میباشد که علاقه مند به طراحی لباس عروس هستند.
کلاچای از دیر باز به عنوان بازار داد و ستد محصولات کشاورزان منطقه بوده و پنجشنبه بازار کلاچای مهمترین بازار محلی شرق گیلان است که در آن مردم از شهرها و روستاهای مجاور به عرضه و خرید و فروش محصولات خود می‌پردازند. شغل اصلی ساکنان آن کشاورزی و صیادی بوده و محصولات عمده آن برنج، چای و مرکبات و کیوی و انواع ماهی است.

## موقعیت جغرافیایی
کلاچای یکی از شرقی‌ترین شهرهای استان گیلان است. شهر کلاچای از شمال به دریای خزر، از شرق به چابکسر، از جنوب به ارتفاعات جنگل‌های البرز کوه و رحیم آباد و از غرب به رودسر محدود است. این شهر در طول جغرافیایی ۱۸ ۰۴ ۳۷ و عرض جغرافیایی ۵۷ ۲۳ ۵۰ قرار دارد و ارتفاع آن از سطح دریا حدود ۲۰- متر است.

## وجه تسمیه
1. به عقیدهٔ بعضی از قدیمی‌ها به علت وجود بازار پر رونق و وفور نعمت به لحاظ تولیدات دامی و جالیزی نام آن طلاچای بوده‌است.
2. اما برخی آن را کله‌چه به معنی مرکز بوته‌های کوچک می‌دانند.
3. احتمال محتمل‌تر این است که: نام کلاچای در واقع همان گل‌لای‌جای است (یعنی جای گل و لای) بدین صورت که گل و لای رسوب‌گذاری‌شده توسط رودخانهٔ پلرود در این محل، سبب نام گلاجای بوده که بعدها کلاچای شده‌است. (به نقل از مصطفی قاسم پور سجیدان)[۲]

## آب و هوا
کلاچای به علت ساحلی بودن و نزدیکی با دریای خزر و دامنه‌های جنگلی در طول سال همواره دارای آب و هوای نسبتاً معتدل متمایل به سرد و رطوبتی بین ۷۵ تا ۹۵ درصد و بارندگی زیاد و شدید می‌باشد. اصولاً در شهرهای ساحلی شمال میزان بارش به صورت برف بسیار کم بوده ولی اگر برف ببارد بسیار سنگین و خسارت‌آور است به‌طوری‌که باعث شکستن درختان مرکبات و تلخ شدن میوهٔ آن‌ها می‌شود. در منطقهٔ کلاچای ۵ نوع باد معروف از جهات مختلف می‌وزد که عبارتند از:
گیله وا باد، گیله وا ستوک، دشت وا، کوه باد و گرمش باد
در منطقهٔ کلاچای تقریباً در هر یک کیلومتر از خط کناره یک رودخانه وجود دارد که مهمترین آن‌ها عبارتند از:
1. رودخانهٔ پلرود: که بزرگترین رودخانهٔ گیلان بعد از سفیدرود و مهمترین رودخانهٔ شرق گیلان است. پلرود از کوه‌های میجی در طالقان سرچشمه می‌گیرد و پس از عبور از مناطق ییلاقی اشکورات در مکانی به نام گیل کلایه واقع در غرب کلاچای به دریای خزر می‌ریزد.
2. رودخانه گزافرود: که از کنارهٔ شرق پلرود منشعب می‌شود و از مرکز شهر کلاچای عبور می‌کند و به دریای خزر می‌ریزد. لازم است ذکر شود که در صورت توجه و لایروبی، این رودخانه به گیسوان عروس شهر کلاچای تبدیل خواهد شد و به لحاظ اکوسیستم و به عنوان یک مرکز تفریحی به منطقه‌ای بی‌نظیر تبدیل خواهدشد.
3. رودخانهٔ نوده: رودی کوچکتر از گزافرود که در محلهٔ نوده واقع در شرق کلاچای به دریا می‌ریزد.
4. رودخانهٔ لزرجان: این رود بزرگتر از رود نوده می‌باشد که در قسمت شرقی کلاچای به دریای خزر متصل می‌شود.
5. رودخانهٔ خشکرود: این رود از دامنه‌های البرز سرچشمه می‌گیرد و در شرق کلاچای به دریای خزر می‌ریزد و مکان مناسبی برای تخم‌گذاری ماهیان می‌باشد.

### خاک
کلاچای دارای خاک شنی و ماسه‌ای و رسوبات حاشیهٔ رودخانه‌های پلرود و گزافرود و خشکرود است؛ بنابراین مکان بسیار مناسبی برای کشت برنج است و برنج منطقهٔ کلاچای جزء بهترین برنج‌های ایران است.

## جمعیت‌شناسی
مردم کلاچای گیلک هستند و به زبان گیلکی با لهجه بیه پیش سخن می‌گویند. جمعیت این شهر بر اساس سر شماری سال ۱۳۹۵ حدود ۱۲٬۳۷۹ نفر می‌باشد که تقریباً ۴٬۳۲۹ خانوار را تشکیل می‌دهند.

## صنایع دستی
به علت داشتن آب فراوان و جنگل و چوب، بیشتر محصولات صنایع دستی کلاچای، چوبی بوده مانند: شانه‌های چوبی، گوشت کوب خراطی، قند شکن، انواع داس، انواع لوازم شکار و ماهیگیری، در و پنجره‌های چوبی، جوراب و کلاه پشمی، عصا، گلدان و غیره می‌باشد. از سایر صنایع می‌توان به سفالگری، نمدمالی، چادر شب بافی، حصیر بافی، طناب بافی، آهنگری اشاره کرد.

## آموزشی و فرهنگی
قبل از گشایش مدارس، اغلب کودکان در مساجد و مکتب‌خانه‌ها در نزد ملاهای محلی درس می‌خواندند که بیشتر جنبهٔ مرثیه و مداحی و تاریخی داشته‌است. اولین مدرسه (خیام) در سال ۱۳۰۲ در دهستان بی بالان کلاچای تأسیس شد. در سال ۱۳۱۹ در گیل کلایه کلاچای (مدرسه عنصری)، در سال ۱۳۲۸ در واجارگاه (مدرسه رضا شاه) و در سال ۱۳۳۵ در مرکز شهر کلاچای (مدرسه امیر کبیر) تأسیس گردیدند.
نمایندگی آموزش و پرورش در سال ۱۳۴۳ تشکیل شد و در سال ۱۳۷۷ آموزش و پرورش مستقل منطقه‌ای به همت و تلاش فرهنگیان و بزرگان منطقهٔ کلاچای شکل گرفت. دانش‌آموزان کلاچای برای چهارمین سال متوالی رتبهٔ اول تعداد قبولی کنکور در استان گیلان را به خود اختصاص دادند. در این بخش در حال حاضر دانشگاه پیام نور واحد کلاچای در رشته های مدیریت جهانگردی، حسابداری و تاریخ در دوره کارشناسی و رشته ریاضیات و کاربردها در دوره کارشناسی ارشد فعالیت می کند همچنین دانشکده فنی و مهندسی شرق گیلان نیز در رشته های مهندسی عمران، مهندسی صنایع، مهندسی کامپیوتر و علوم مهندسی مشغول فعالیت است، این شهر دارای یک کتابخانهٔ عمومی است که در سال ۱۳۶۲ تأسیس گردید و یک سینما که در سال ۱۳۴۸ گشایش یافته و هم‌اکنون تغییر کاربری داده‌است.

## ورزشی
از قدیمی‌ترین ورزش‌های مردم منطقه کشتی گیله مردی بوده‌است که قهرمانان زیادی از این دیار بوده‌اند و در حال حاضر نیز هر سال تابستان در مکان‌های مختلف بین پهلوان‌های گیلان و مازندران برگزار می‌شود و جوائزی به برندگان اعطا می‌شود. کلاچای دارای ۶ زمین ورزشی و ۴ سالن می‌باشد که با توجه به سیل عظیم مشتاقان ورزش و جمعیت جوان منطقه امکانات محدود جوابگوی نیاز آن‌ها نیست. ورزشکاران و تیم‌های ورزشی این شهر در رشته‌های مختلف دارای مقام‌هایی در سطح استان و کشور می‌باشند. نظیر والیبال ساحلی، ورزش‌های بومی و محلی، فوتبال، ورزش‌های رزمی و تیم فوتبال شهرداری کلاچای (قبلاً با نامهای ساحل و آتش‌نشانی و…) که قریب به سه دهه در سطح اول لیگ برتر استان مشغول رقابت می‌باشد.

## جاذبه‌های گردشگری
از مراکز زیارتی و گردشگری کلاچای می‌توان به این موارد اشاره کرد:
- بقاع متبرکه امیربنده بی بالان و ماچیان و سایر امامزاده‌های شهر کلاچای
- چشم‌اندازهای طبیعی ساحل زیبای شهر کلاچای
- مناظر
- جنگل
- روستایی
- ارتفاعات کوهپایه‌ای مناطق جنگلی واجارگاه
- جاده واجارگاه به روستای زیبای بزکویه(سبزکویه)
- پارک شهر و مجتمع ساحلی و سالم‌سازی نگین شمال
- مجتمع ساحلی و تفریحی سارینا
- پنجشنبه بازار کلاچای
- مناظر زیبای روستای بزکویه (سبزکویه)

- منطقه ییلاقی جواهردشت کلاچای واقع در ارتفاعات سیاهکلرود
- مجتمع گردشگری مهستان در سلاکجان
- آبشار سیاه لم در سلاکجان
- جنگل ارغوان
- ارتفاعات فبیل سرا
- ارتفاعات بیجارگاه علیا و سفلی
- باغات چای در بیبالان و واجارگاه
- شالیزارهای اطراف شهر
- رودخانه های پلرود ، خشکرود ، لزرجان ، گزافرود و نوده
- پارک ساحلی کلاچای

## هتل‌ها
- هتل سلاله: کلاچای، کیلومتر ۳ جاده رامسر
- مجتمع اقامتی نگین شمال: کلاچای ورودی شرقی شهر
- هتل پاپیون: کلاچای، شیرمحله
- هتل رضا:کلاچای بعد حسن سرا
- هتل آپارتمان آسمان:کلاچای، بلوار نوده
- هتل گیلماز: کلاچای ، ۳ کیلومتر جاده رامسر

## رستوران‌ها
- رستوران ساحل: کلاچای، بلوار نوده
- کته کبابی احمد صادقی: کلاچای، مرکز شهر، پشت داروخانه
- رستوران ماهان: کلاچای، نبش خیابان مفتح جنوبی
- رستوران گلستان: کلاچای، کمربندی
- رستوران نون و نمک   کلاچای. جنب میدان امام
- کافه و رستوران بابا محسن: کلاچای، پلرود انتهای خیابان ساحل
- کافه و رستوران سارینا:  کلاچای ، ساحل شیدا
- رستوران کندوج: کلاچای ، واجارگاه ، بزکویه
- رستوران آقابزرگ: کلاچای ، رضا محله
- فست فودی سل فود: کلاچای، خیابان پنجشنبه بازار ، روبه رو باشگاه راد
- رستوران بهناد: کلاچای ، میدان مطهری ، مجتمع تجاری بهناد